# 橫濱高速鐵道Y500系電聯車
橫濱高速鐵道Y500系電聯車（日语：／ Yokohama kōsoku tetsudō Y500-kei densha */?）是橫濱高速鐵道於2004年（平成16年）2月1日開始於港未來線服務的通勤型電聯車。

## 概要
2004年（平成16年）2月1日隨著港未來線通時開始營運，同時開始與東急東橫線直通運轉。本型車以8輛編成運行。橫濱高速鐵道最初保有6組8輛編成(共48輛)，設計階與東急5000系完全相同。

## 內裝
由於為了節省車輛設計以及保養費用，因此設計以東急5000系做為藍圖進行修改，座椅絨布將港未來線的沿線景點設計入座椅圖騰，圖騰設計有船舵、中華街...等沿線風景。車門上設有17吋液晶螢幕(LCD)，作為旅客資訊版的，每扇車門上皆配有兩組螢幕，一組提供旅客運行情報及轉乘資訊，另一組則是投放廣告動畫。座位上方設有行李架，供乘客放置背包使用。

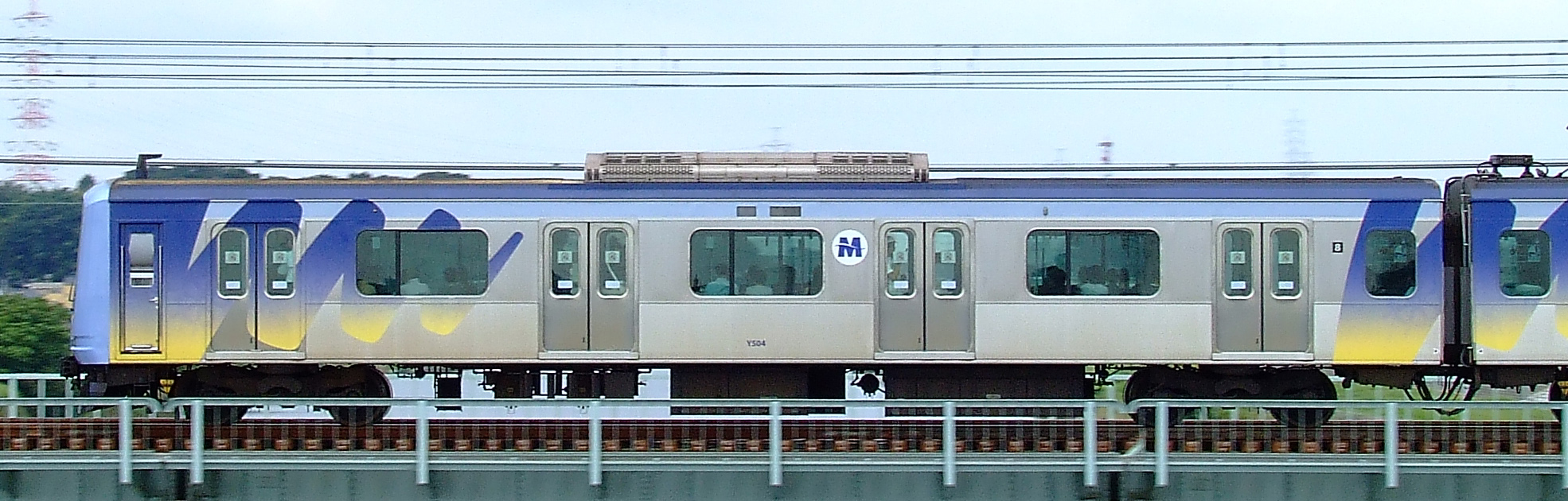
Y500系側面圖裝（2007年8月19日 / 綱島 - 大倉山）

## 編成表
|          | ←飯能・志木・和光市・澀谷・橫濱方向元町・中華街方向→ |                   |                   |                   |                   |                   |                   |                   |
| 車號     | 1                                                    | 2                 | 3                 | 4                 | 5                 | 6                 | 7                 | 8                 |
| 型式     | クハY510型 (Tc2)                                     | デハY540型 (M2')  | デハY550型 (M1)   | サハY560型 (T2)   | サハY570型 (T1)   | デハY580型 (M2)   | デハY590型 (M1')  | クハY500型 (Tc1)  |
| 機器配置 |                                                      | SIV,BT            | VVVF              | CP                | CP                | SIV,BT            | VVVF              |                   |
| 車輛編號 | Y511 ： Y515 Y517                                    | Y541 ： Y545 Y547 | Y551 ： Y555 Y557 | Y561 ： Y565 Y567 | Y571 ： Y575 Y577 | Y581 ： Y585 Y587 | Y591 ： Y595 Y597 | Y501 ： Y505 Y507 |

範例
- VVVF：主控制裝置
- SIV：補助電源装置（靜態逆變器）
- CP：電動空氣壓縮機
- BT：蓄電池

## 廢車

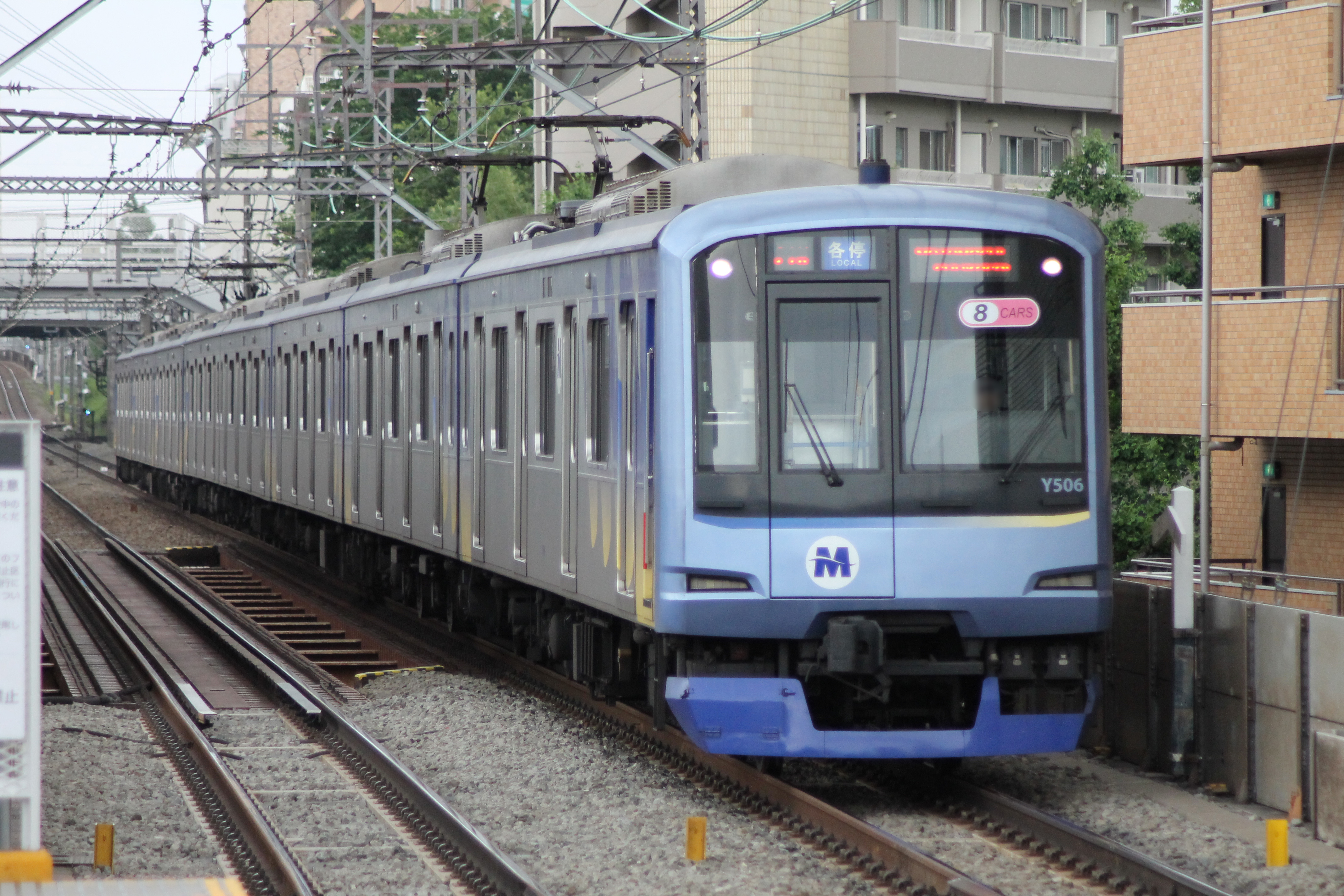
元住吉站追撞事故車Y516編成（現在已廢車）

2014年2月15日於元住吉站發生列車追撞事故車，事故編組因受損嚴重，因此於2017年10月解體。東急電鐵為賠償橫濱高速鐵道，因此讓渡旗下5156F編成，並且將塗裝更換成港未來線的標準塗裝作為賠償。